# Ливорно Ферарис
Ливорно Ферарис (итал. Livorno Ferraris) је насеље у Италији у округу Верчели, региону Пијемонт.
Према процени из 2011. у насељу је живело 3919 становника. Насеље се налази на надморској висини од 191 м.

## Становништво
Према резултатима пописа становништва 2011. у општини је живело 4.450 становника.
| 1936. | 1951. | 1961. | 1971. | 1981. | 1991. | 2001. | 2011. |
| ----- | ----- | ----- | ----- | ----- | ----- | ----- | ----- |
| 4.417 | 4.427 | 4.027 | 4.880 | 4.645 | 4.495 | 4.320 | 4.450 |